# Villégiature (nouvelle)
Villégiature est une nouvelle d'Émile Zola parue le 1er mai 1865 dans Le Petit Journal, quotidien parisien républicain et conservateur, sous le titre Le Boutiquier campagnard ; elle est republiée sous le titre Villégiature le 1er août 1868 dans le journal L'Événement illustré. 

## Résumé
Le bonnetier Gobichon tient une boutique en centre-ville. Il possède également une villa à la campagne, qu'il a obtenue en économisant durant 30 ans de sa vie, et il tente en vain de donner le goût de la terre à son fils.

## Point de vue de l'auteur
Émile Zola  a écrit cette courte nouvelle comme une caricature des petits bourgeois du XIXe siècle. La description de la médiocrité de la villa de Gobichon, associée à la satisfaction de celui-ci face à sa vie, conforte le ridicule du personnage.